# Leila Marouane
Leila Marouane, właśc. Leyla Z. Mechentel (ur. 1960 na Dżerbie w Tunezji) – algiersko-francuska dziennikarka i pisarka. Uznawana za jedną z czołowych północnoafrykańskich pisarek.

## Życiorys

### Dzieciństwo
Leila Marouane urodziła się w roku 1960 na Dżerbie, gdzie z Algierii przymusowo wyemigrowali jej rodzice – młodzi działacze ruchu oporu. Gdy miała 6 miesięcy, jej rodzina udała się do południowej Europy (Włochy, Hiszpania), a po kilku miesiącach do Maroka. W 1961 r. w Meknes urodził się młodszy brat Leili. Po odzyskaniu niepodległości przez Algierię w 1962 roku, rodzina Mechentel zdecydowała się tam wrócić. Rodzice Leili ponownie zarejestrowali narodziny Leili i jej brata, tym razem w swojej rodzinnej miejscowości, nadając im tym samym podwójne miejsce urodzenia.
W wieku 4 lat Leila rozpoczęła naukę we francuskiej szkole w Biskirze, gdzie został oddelegowany jej ojciec – wysoki urzędnik państwowy. W wieku 10 lat została stypendystką jednego z najbardziej prestiżowych liceów w Algierze, w którym spędziła 8 lat. Jej młody wiek i braki w znajomości języka arabskiego sprawiły, że musiała powtarzać klasę. Jednak właśnie w tym okresie, jak później mówiła, zaczęła marzyć o karierze autorki i podejmowała pierwsze próby pisarskie. Jej nauczycielowi francuskiego udało się nawet znaleźć w Paryżu wydawcę chętnego wydrukować teksty dwunastoletniej Marouane, ale ta, ze względu na ojca i jego marzenie o córce-lekarzu, kategorycznie odmówiła, nie przestała jednak pisać.

### Okres studiów
Po maturze Leila rozpoczęła studia medyczne, które później przerwała by studiować literaturę. Mieszkała wówczas sama w konserwatywnym mieście na północy prowincji Al-Bulajda, które potem stało się stolicą obszaru zwanego w latach 90. Triangle de la morte. Pracowała w redakcjach frankofońskich, najpierw jako korektorka, a później dziennikarka. Musiała jednak zmagać się z obecną wówczas w algierskich mediach cenzurą. W 1989 roku jej artykuły, m.in. cykl w dzienniku Horizons, w których wyrażała swoją sympatię dla algierskiego ruchu walki o prawa kobiet, wzbudziły silne negatywne reakcje czytelników. Zaowocowało to licznymi listami z pogróżkami i napaścią i pobiciem o niemal śmiertelnym skutku.
Po napaści, Marouane schroniła się w Algierze pomieszkując u przyjaciół. Jej najbliższa przyjaciółka Faddia, która przyjęła ją w swoim rodzinnym domu w kasbie na wiele miesięcy, zmarła w 1993 roku. Ten potajemny styl życia miał później zainspirować Marouane do napisania licznych dzieł. Pierwsze z nich La fille de la casbah i trzecie Le Châtiment des hypocrites autorka zadedykowała Faddii.

### Dorosłość
W wyniku prześladowań, w maju 1990, za namową matki, Leila przeniosła się do Paryża, gdzie znalazła schronienie u znajomych na ulicy Chauvelot w 15. dzielnicy. W czerwcu islamiści bez trudu wygrali wybory samorządowe w Algierii. Marouane, mimo sugestii przyjaciół by zostać we Francji, myślała już tylko o tym by jak najszybciej zamknąć ten rozdział, gdyż w jej mniemaniu prawdziwa walka miała się dziać tam, w Algierii. Staż w dzienniku Le Monde, na który przyjęto ją dzięki wsparciu przyjaciela jej ojca, opóźnił wyjazd Leili. Jednak już we wrześniu tego samego roku, przy okazji pisania reportażu o statku, którym wracał z wygnania pierwszy prezydent Algierii, Marouane znalazła się w Algierze i postanowiła tam zostać na stałe. Tygodniami mieszkała w hotelach, jednak – znów za namową matki – jeszcze w 1991 roku wróciła do Paryża, gdzie pisała dla dziennika Politis oraz dla prasy niemieckojęzycznej. Po śmierci matki w grudniu 1991 zaczęła rozważać wydanie swoich prac. "Niektórzy, po przedwczesnej stracie rodzica zaczynają się zastanawiać, czy sami chcą zostać rodzicami. Ja zaczęłam się zastanawiać, czy chcę zostać pisarką."
W 1994 roku Leila przyjęła francuskie obywatelstwo, powróciła do studiowania literatury na Uniwersytecie Paris VIII i rozpoczęła pisanie powieści, którą wydano w 1996 roku pod tytułem La fille de la casbah. Ze względów bezpieczeństwa postanowiła używać pseudonimu literackiego. Tak narodziła się Leila Marouane. Od tamtego czasu, autorka całkowicie poświęciła się powieściopisarstwu i obecnie utrzymuje się tylko ze swoich książek. Jej dzieła są doceniane przez Algierczyków, ale sprzedaje się je tam poza oficjalnym obiegiem. Marouane nie wróciła do ojczyzny i twierdzi, że nie wróci, dopóki tamtejsze prawo nie zacznie działać na korzyść kobiet.

## Literatura
- 1996 : La Fille de la casbah (powieść)
- 1998 : Ravisseur (powieść)
- 2001 : Le Châtiment des hypocrites (powieść)
- 2003 : L'Algérie des deux rives, praca zbiorowa
- 2004 : Les Criquelins  ; suivi de Le sourire de la Joconde (nowele)
- 2005 : La Jeune Fille et la Mère (powieść)
- 2007 : La Vie sexuelle d'un islamiste à Paris (powieść, pl. Życie seksualne muzułmanina w Paryżu)
- 2009 : Le Papier, l'encre et la braise (opowiadanie socjologiczne) Gens d'ici et d'ailleurs, Le Rocher, podpisane prawdziwym nazwiskiem autorki Leyla Z. Mechentel
- 2009 : Nouvelles d'Algérie, praca zbiorowa
- 2012 : ALGERIES 50, praca zbiorowa
- 2014 : « Mon tuteur légal », w czasopiśmie literackim Muze

Jak dotąd w Polsce ukazała się tylko jedna powieść Leili Marouane: Życie seksualne muzułmanina w Paryżu w marcu 2012 nakładem wydawnictwa Claroscuro.

## Nagrody
- Prix Jean-Claude-Izzo, 2006
- Prix des écrivains de langue française, 2006
- Prix Gironde, 2001
- Prix de la Société des gens de lettres, 2001 (Nagroda Towarzystwa Literatów Francuskich)
- Prix du roman français à New York, 2002
- Liberaturpreis, 2004
- Creator of Peace (Unesco), 2000
- Narrativa Donna, 2004